# Miroslav Stevanović
Miroslav Stevanović, cyr. Mиpocлaв Cтeвaнoвић (ur. 29 lipca 1990 w Zvorniku) – bośniacki piłkarz występujący na pozycji pomocnika w szwajcarskim klubie Servette FC.

## Kariera klubowa
Jest wychowankiem Vojvodiny Nowy Sad. Do kadry pierwszego zespołu dołączył w 2008 roku. Na czas trwania rundy jesiennej sezonu 2009/2010 został wypożyczony do FK Palić. W styczniu 2010 roku został natomiast wypożyczony na pół roku do bośniackiego Boraca Banja Luka. Po powrocie z wypożyczenia, 15 sierpnia 2010 zadebiutował w rozgrywkach Super liga Srbije. Miało to miejsce w spotkaniu przeciwko FK Jagodina (0:0). Pierwsze ligowe trafienie zanotował 11 września 2010 w wyjazdowym meczu przeciwko FK Čukarički Stankom (2:0 dla Vojvodiny). 2 stycznia 2013 został sprowadzony przez Sevilla FC za około 1,5 miliona euro.

## Kariera reprezentacyjna
Stevanović w przeszłości reprezentował barwy bośniackich kadr U-17, U-19 i U-21. W seniorskiej reprezentacji Bośni zadebiutował 26 maja 2012 w meczu przeciwko reprezentacji Irlandii (1:0 dla Irlandii), który odbył się w Dublinie. Pierwszego gola strzelonego dla reprezentacji zanotował 15 sierpnia 2012 w meczu przeciwko Walii (2:0 dla Bośni), który został rozegrany w Llanelli.

## Statystyki
| Sezon     | Klub             | Liga                  | Kraj                 | Mecze | Gole |
| --------- | ---------------- | --------------------- | -------------------- | ----- | ---- |
| 2008/2009 | FK Vojvodina     | Super liga Srbije     | Serbia               | 0     | 0    |
| 2009/2010 | FK Palić         | Srpska Liga Vojvodina | Serbia               | 13    | 4    |
| 2009/2010 | Borac Banja Luka | Premijer liga         | Bośnia i Hercegowina | 14    | 2    |
| 2010/2011 | FK Vojvodina     | Super liga Srbije     | Serbia               | 24    | 4    |
| 2011/2012 | FK Vojvodina     | Super liga Srbije     | Serbia               | 30    | 6    |
| 2012/2013 | FK Vojvodina     | Super liga Srbije     | Serbia               | 14    | 2    |
| 2012/2013 | Sevilla FC       | Primera División      | Hiszpania            | 7     | 0    |
| 2013/2014 | Sevilla FC       | Primera División      | Hiszpania            | 0     | 0    |
| 2013/2014 | Elche CF         | Primera División      | Hiszpania            | 3     | 0    |

* Źródło: 